# Octose
Un octose est un ose possédant huit atomes de carbone. 
À cette famille d'ose appartiennent :
- l'octose dérivé[1], qui est un monosaccharide obtenu depuis un octose.
- l'aldooctose[2], auquel un groupe aldéhyde se trouve en position 1 de la molécule.
- le ketooctose[3], auquel un groupe cétone se trouve en position 2 de la molécule.

Des deux dernières molécules dérivent également des monosaccharides. Pour l'aldooctose par exemple, la molécule parente α-D-Ko est présente parfois dans les lipopolysaccharides constituant la paroi des bactéries Gram négatives - par combinaison avec sa dérivée 3-deoxy (α-D-Kdo).